# 房錦勝比古
房錦 勝比古（ふさにしき かつひこ、1936年（昭和11年）1月3日 - 1993年（平成5年）7月21日）は、東京府東京市（現:東京都大田区）生まれで千葉県東葛飾郡南行徳村（現:市川市相之川）出身で若松部屋（一時期、西岩部屋）に所属した大相撲力士。本名は櫻井 正勝（さくらい まさかつ）→松崎 正勝（まつざき -）。現役時代の体格は176cm、118kg。得意手は右四つ、寄り、押し、いなし。“褐色の弾丸”と異名を取った。最高位は西関脇（1959年（昭和34年）7月場所・同年9月場所）。

## 来歴・人物
小学校入学後に終戦を迎えたが戦時中はスポーツ自体を行う余裕が社会に無かったため、幼少期に経験したスポーツと言えばかけっこ程度であった。中学校時代に野球が流行っており、松崎もその中で育った。中学時代、ランニングは苦手ではなかったが、徒競走では学校でも真ん中程度の順位であった。実父が若松部屋の行司・7代式守錦太夫（のち9代式守与太夫）であった事が縁で、1952年（昭和27年）1月に若松部屋へ入門し、同年1月場所で初土俵を踏んだ。当初の四股名は、「小櫻」。「房錦」の四股名は出身地の千葉県（南部の旧称・安房）に因んだものだが、最初は「総錦」と名乗るはずが、間違えて「房錦」と書かれた。後に訂正したが成績が振るわなかったため、「房錦」に戻した。
その間、師匠の交代（元小結・射水川（若松）→元前頭3・鯱ノ里（西岩、1956年（昭和31年）より若松に名跡変更））に伴い、所属部屋の名が「西岩部屋」となっていた時期があった。
1957年（昭和32年）5月場所、21歳で新入幕。この場所では大活躍し、14日目まで11勝3敗と絶好調で千秋楽を迎え、対戦相手はただ1人12勝2敗の新小結・安念山、勝てば優勝決定戦に持ち込めたが流石に負けた。それでも新入幕で優勝を争った事が評価され、敢闘賞を受賞した。次の9月場所では7勝8敗と負け越したが、鏡里から初の金星を挙げている。
1958年（昭和33年）9月場所と1959年（昭和34年）1月場所では負け越したものの、両場所とも千代の山から金星を獲得。因みに後者のそれは、千代の山を引退に追い込む、房錦自身にとって忘れられない勝利となった。
同年5月場所では前頭筆頭で大関・琴ヶ濱を破って9勝6敗と勝ち越し、翌7月場所では関脇に昇進、ここでも9勝6敗と勝ち越した。この頃から1961年（昭和36年）までが房錦の全盛期で、幕内上位から三役にあって活躍した。
当時土俵を支配した横綱・栃錦には9戦全敗、横綱・若乃花には1勝13敗とまるで歯が立たなかったが、若乃花戦での唯一の勝利が相手を腰砕けにさせて吹っ飛ばすという豪快なものでありこれで通じなかったと言われれば不思議に思うかもしれない。また大鵬、柏戸（いずれも、のち横綱）との対戦成績はともに5勝6敗とほぼ互角で撫で斬りも2回、関脇以下でこの両者をここまで苦しめた力士は他に居らず、「柏鵬キラー」と呼ばれた。色黒で固太りの体型で体を丸め突進して押す相撲ぶりから、「褐色の弾丸」の異名を取った。この頃、同部屋の岩風（最高位・関脇）とともに、幕内上位を賑わせた。1961年頃は押しておいてから急に変わることも多かった。
その後、膝と腰の故障を悪化させて1965年（昭和40年）9月場所後、新入幕から50場所連続で守った幕内から十両へ陥落。以降は体力の衰えに伴って、十両でも本来の相撲が取れなくなり、1967年（昭和42年）1月場所を以って現役を引退した。
引退後は、年寄・山響を襲名。以来、若松部屋付きの親方として後進を指導した。当時の若松親方（元前頭3・鯱ノ里）の娘（松崎友紀子）と結婚して親方の婿養子となっていたため、1979年（昭和54年）8月、師匠の停年退職後に若松部屋を継承した。
しかし、糖尿病が悪化した事で相撲協会の職務が困難となり、山響親方（元大関・朝潮）を年寄・若松の後継者に指名して1990年（平成2年）3月場所限りで廃業。これにより、射水川→鯱ノ里→房錦と3代に亘って養子縁組が続いてきた若松部屋は系統が変わった。
なお、師匠としては、1人も関取を育てる事ができなかった。
その後は療養生活を送っていたが、1993年（平成5年）7月21日、出血性胃潰瘍で死去。57歳没。
墓所は千葉県内だが非公表としている。

## エピソード・家族
- 房錦の稽古量は少なくそれを嘆いた人もいると伝わるが、大鵬や柏戸にあれほど強かった事から考えても、もし人並以上の稽古をすれば大関になっていたのではという見方がある。上位に強いのに下位にはそれほど強くない点は北出清五郎にも突っ込まれている[1]。
- 父・7代式守錦太夫の軍配で相撲を取った取組（1957年5月場所11日目（対時錦）・同場所14日目（対双ツ龍徳義））は話題になったが、双ッ龍戦で房錦に勝ち名乗りを与えた錦太夫の声は心なし震えていたとも、感情を押し殺すかのようにひどく早口であったとも言われている。このエピソードは、後に『土俵物語』として映画化もされた。
- 長男には、かつてGAORAなどでプロレス中継の実況をしていた松崎年男がいる。房錦が現役を引退し、年寄・山響を襲名した直後の1967年2月に誕生した。松崎は2007年（平成19年）現在、相撲茶屋「上州家｣（相撲案内所 八番）の会長代行を務めている。
- 酒豪でも知られており、野天で興業を行っていたある頃には午前9時に雨天中止が決定すると夕方までに日本酒を1斗飲んだ[5]。
- 1961年5月場所7日目に行われた高砂一門座談会で司会の北出清五郎から場所中に行っている頭や体の休め方を聞かれ「まあ相撲終わってからあくる日、午前中は稽古するでしょう。だから昼飯食べてから昼寝するとかいうふうにして、人とあまり会わないようにしてますね。自分一人になるように」と答えている[1]。
- 趣味はレコードで、現役時代は妻と二人で聴くことがあった。しかし本人曰く、レコードは富士錦の方が詳しいとのこと。前田川もレコードに詳しかったという[1]。

## 主な成績・記録
- 通算成績：514勝533敗11休 勝率.491
- 幕内成績：352勝391敗7休 勝率.474
- 現役在位：79場所
- 幕内在位：50場所
- 三役在位：5場所（関脇3場所、小結2場所）
- 三賞：5回
  - 殊勲賞：2回（1960年11月場所、1961年1月場所）
  - 敢闘賞：1回（1957年5月場所）
  - 技能賞：2回（1959年5月場所、1961年3月場所）
- 金星：6個（鏡里1個、千代の山2個、若乃花1個、大鵬1個、柏戸1個）
- 各段優勝
  - 十両優勝：1回（1957年3月場所）

### 場所別成績
| | 一月場所 初場所（東京）  | 三月場所 春場所（大阪） | 五月場所 夏場所（東京） | 七月場所 名古屋場所（愛知） | 九月場所 秋場所（東京） | 十一月場所 九州場所（福岡） |
| --- | ------------------------ | ----------------------- | ----------------------- | --------------------------- | ----------------------- | --------------------------- |
| 1952年 （昭和27年） | 番付外 4–2               | x                       | 東序ノ口筆頭 4–4        | x                           | 西序二段18枚目 4–4      | x                           |
| 1953年 （昭和28年） | 東序二段9枚目 6–2        | 西三段目47枚目 2–6      | 西三段目54枚目 5–3      | x                           | 西三段目43枚目 4–4      | x                           |
| 1954年 （昭和29年） | 西三段目40枚目 5–3       | 東三段目22枚目 5–3      | 西三段目8枚目 5–3       | x                           | 東幕下43枚目 5–3        | x                           |
| 1955年 （昭和30年） | 東幕下33枚目 4–4         | 西幕下32枚目 4–4        | 西幕下30枚目 4–4        | x                           | 西幕下27枚目 5–3        | x                           |
| 1956年 （昭和31年） | 東幕下19枚目 6–2         | 東幕下8枚目 6–2         | 西十両23枚目 9–6        | x                           | 西十両17枚目 9–6        | x                           |
| 1957年 （昭和32年） | 東十両10枚目 9–6         | 東十両7枚目 優勝 13–2   | 西前頭20枚目 11–4 敢    | x                           | 東前頭5枚目 7–8 ★       | 西前頭5枚目 5–10            |
| 1958年 （昭和33年） | 東前頭11枚目 9–6         | 東前頭9枚目 11–4        | 東前頭3枚目 4–11        | 西前頭7枚目 8–7             | 西前頭5枚目 6–9 ★       | 西前頭8枚目 10–5            |
| 1959年 （昭和34年） | 西前頭3枚目 3–12 ★       | 東前頭9枚目 12–3        | 西前頭筆頭 9–6 技       | 西関脇 9–6                  | 西関脇 2–13             | 東前頭2枚目 7–8             |
| 1960年 （昭和35年） | 西前頭2枚目 6–9          | 西前頭5枚目 9–6         | 東前頭3枚目 6–9         | 東前頭5枚目 7–8             | 東前頭4枚目 8–7         | 西前頭2枚目 9–6 殊★         |
| 1961年 （昭和36年） | 東小結 8–7 殊            | 東小結 9–6 技           | 東張出関脇 5–10         | 西前頭2枚目 4–11            | 東前頭6枚目 8–7         | 西前頭3枚目 5–10            |
| 1962年 （昭和37年） | 東前頭11枚目 8–7         | 西前頭10枚目 12–3       | 東前頭筆頭 5–10 ★       | 東前頭8枚目 6–9             | 東前頭11枚目 8–4–3      | 西前頭9枚目 8–7             |
| 1963年 （昭和38年） | 西前頭4枚目 5–10         | 東前頭7枚目 6–5–4       | 西前頭9枚目 7–8         | 東前頭10枚目 6–9            | 西前頭13枚目 11–4       | 東前頭3枚目 3–12 ★          |
| 1964年 （昭和39年） | 西前頭10枚目 6–9         | 東前頭13枚目 8–7        | 東前頭9枚目 6–9         | 西前頭11枚目 8–7            | 東前頭8枚目 8–7         | 西前頭6枚目 8–7             |
| 1965年 （昭和40年） | 東前頭4枚目 3–12         | 東前頭11枚目 9–6        | 東前頭6枚目 4–11        | 西前頭13枚目 7–8            | 西前頭14枚目 3–12       | 東十両6枚目 5–10            |
| 1966年 （昭和41年） | 東十両13枚目 8–7         | 西十両8枚目 6–9         | 東十両11枚目 8–7        | 西十両8枚目 5–6–4           | 西十両12枚目 8–7        | 西十両7枚目 5–10            |
| 1967年 （昭和42年） | 東十両14枚目 引退 3–12–0 | x                       | x                       | x                           | x                       | x                           |
| 各欄の数字は、「勝ち-負け-休場」を示す。 優勝 引退 休場 十両 幕下 三賞：敢=敢闘賞、殊=殊勲賞、技=技能賞 その他：★=金星 番付階級：幕内 - 十両 - 幕下 - 三段目 - 序二段 - 序ノ口 幕内序列：横綱 - 大関 - 関脇 - 小結 - 前頭（「#数字」は各位内の序列） |                          |                         |                         |                             |                         |                             |

### 幕内対戦成績
| 力士名   | 勝数 | 負数  | 力士名       | 勝数 | 負数 | 力士名 | 勝数 | 負数 | 力士名   | 勝数  | 負数 |
| -------- | ---- | ----- | ------------ | ---- | ---- | ------ | ---- | ---- | -------- | ----- | ---- |
| 青ノ里   | 13   | 11(1) | 浅瀬川       | 2    | 2    | 東海   | 1    | 0    | 天津風   | 7     | 3    |
| 荒波     | 2    | 3     | 泉洋         | 5    | 1    | 一乃矢 | 1    | 3    | 宇多川   | 8     | 4    |
| 追手山   | 2    | 0     | 扇山         | 5    | 2    | 大内山 | 4    | 2    | 大瀬川   | 2     | 3    |
| 大起     | 0    | 1     | 大晃         | 9    | 7    | 岡ノ山 | 1    | 1    | 小城ノ花 | 10    | 9    |
| 小野錦   | 1    | 0     | 海山         | 8    | 2    | 海乃山 | 4    | 4    | 開隆山   | 2     | 2    |
| 鏡里     | 1    | 0     | 柏戸         | 5    | 6    | 金乃花 | 7    | 11   | 神生山   | 1     | 0    |
| 神錦     | 1    | 0     | 北ノ國       | 1    | 1    | 北の洋 | 8    | 8    | 北の冨士 | 1     | 1    |
| 北葉山   | 6    | 15    | 君錦         | 6(1) | 9    | 清勢川 | 5    | 4    | 鬼竜川   | 3     | 1    |
| 麒麟児   | 1    | 2     | 黒獅子       | 1    | 0    | 鯉ノ勢 | 1    | 0    | 高鐵山   | 0     | 3    |
| 琴ヶ濱   | 8    | 8     | 琴櫻         | 1    | 5    | 逆鉾   | 1    | 1    | 佐田の山 | 0     | 6    |
| 沢光     | 2    | 2     | 潮錦         | 7    | 4    | 信夫山 | 4    | 6    | 清水川   | 1(1)  | 0    |
| 大豪     | 5    | 10    | 大心         | 0    | 2    | 大鵬   | 5    | 6    | 大雄     | 0     | 2    |
| 玉嵐     | 3    | 1     | 玉乃海       | 6    | 2    | 玉乃嶋 | 0    | 1    | 玉響     | 1     | 5    |
| 千代の山 | 2    | 1     | 常錦         | 6    | 3    | 鶴ヶ嶺 | 10   | 11   | 出羽錦   | 12(1) | 10   |
| 出羽湊   | 1    | 1     | 天水山       | 1    | 1    | 時津山 | 4    | 2    | 時錦     | 4     | 4    |
| 栃王山   | 2    | 2     | 栃錦         | 0    | 9    | 栃ノ海 | 3    | 6    | 栃光     | 5     | 16   |
| 豊國     | 5    | 9     | 鳴門海       | 3    | 2    | 成山   | 6    | 5    | 羽黒川   | 2     | 7    |
| 羽黒山   | 14   | 18    | 羽嶋山       | 4    | 2    | 長谷川 | 1    | 1    | 廣川     | 2     | 2(1) |
| 広瀬川   | 1    | 1     | 福田山       | 1    | 1    | 福ノ海 | 0    | 1    | 福の花   | 0     | 1    |
| 富士錦   | 1    | 1     | 双ツ龍       | 5    | 1    | 星甲   | 4    | 0    | 前田川   | 0     | 3    |
| 松前山   | 1    | 1     | 宮ノ花       | 1    | 0    | 宮柱   | 1    | 2    | 明武谷   | 3     | 3    |
| 豊山     | 2    | 5     | 義ノ花       | 1    | 2    | 芳野嶺 | 7    | 1    | 若駒     | 1     | 1    |
| 若杉山   | 3    | 2     | 若瀬川       | 0    | 1    | 若秩父 | 10   | 6    | 若天龍   | 5     | 3    |
| 若浪     | 1    | 8     | 若鳴門       | 2    | 4    | 若ノ海 | 8    | 8    | 若ノ國   | 6     | 3    |
| 若乃洲   | 1    | 1     | 若乃花(初代) | 2(1) | 13   | 若羽黒 | 13   | 18   | 若葉山   | 1     | 3    |
| 若見山   | 0    | 2     |              |      |      |        |      |      |          |       |      |

## 改名歴
- 小櫻 正勝（こざくら まさかつ）1952年5月場所-同年9月場所
- 小櫻 勝彦（- かつひこ）1953年1月場所-同年9月場所
- 房錦 勝比古（ふさにしき かつひこ）1954年1月場所-1955年1月場所
- 総錦 勝比古（ふさにしき -）1955年3月場所-同年5月場所
- 房錦 勝比古（ふさにしき -）1955年9月場所-1967年1月場所

## 年寄変遷
- 山響 勝比古（やまひびき かつひこ）1967年2月-1967年3月
- 山響 正勝（やまひびき まさかつ）1967年3月-1979年8月
- 若松 正勝（わかまつ まさかつ）1979年8月-1981年5月
- 若松 孝成（わかまつ たかなり）1981年5月-1990年3月(廃業)